# Éditions Philippe Picquier
 (mai 2021).
Les Éditions Philippe Picquier sont une maison d'édition créée en 1986 et spécialisée dans la publication des livres traduits venant d'Extrême-Orient, c'est-à-dire de la Chine, des deux Corée, du Japon, du Vietnam, de l'Inde, de Taiwan et du Pakistan. Depuis 2020, la fille de Philippe Picquier est gérante des éditions qui prennent le nom d'Éditions Picquier.

## Historique

### Création
La maison est fondée par Philippe Picquier, né d'un père haut fonctionnaire et lui-même formé au droit international, aux sciences politiques et aux lettres. Des rencontres avec de jeunes spécialistes de l'Extrême-Orient et quelques expériences professionnelles dans le monde éditorial amènent Philippe Picquier à créer en 1986 sa propre structure spécialisée dans le monde asiatique,. Se portant à l’origine sur la littérature chinoise et japonaise, il élargit ensuite son champ à l’Asie de l’Est dont la Corée, avec l’idée que « l’Asie est suffisamment vaste pour qu’on ne s’occupe que d’elle ». 

### Catalogue
La maison ne s’attache pas à un domaine spécifique, proposant à la fois de la littérature,  des sciences humaines, des essais, de la littérature jeunesse, de la bande dessinée, des beaux livres… Il s’agit pour l’éditeur « de créer des passerelles entre les genres ». Ce catalogue étendu s’adresse à un public adulte et à un public plus jeune composé d’adolescents et d’enfants.

### Gestion et diffusion
Les éditions Picquier sont diffusées et distribuées en France par Harmonia Mundi, qui vend notamment leurs ouvrages au comptoir des ventes Harmonia Mundi à Paris. Harmonia Mundi est également un actionnaire, qui a apporté un soutien à cette structure d'édition dans son développement,. La maison d'édition a également un point d’ancrage en Belgique, en Suisse, et au Canada.
Située à Arles, la maison emploie sept salariés avec un capital de 9 000 € durant les années 2010.
L’éditeur partage ses locaux avec son distributeur Harmonia Mundi. Depuis 1993, à la suite de difficultés financières, Harmonia Mundi obtient 60 % des parts de la maison d'édition, tout en laissant à la disposition des éditions Picquier une partie de ses services généraux.

### Période Thinkingdom (2016-2024)
En 2016, Harmonia Mundi cède 51% des parts de l'éditeur au conglomérat chinois Thinkingdom Media Group (zh), packageur éditorial très prisé par les maisons d'éditions en Chine,. Après l'opération, Harmonia Mundi garde 31% des parts dans Picquier.
En 2020, Philippe Picquier cède la main, à sa fille Juliette. La société baisse son capital social et emploie à cette période moins de 2 personnes.
En janvier 2024, Thinkingdom revend ses parts, et la famille Picquier redevient propriétaire de l'entreprise.

## Catalogue
Les éditions Picquier publient tous les genres - dont fictions, documents, sciences humaines ou érotisme - pourvu qu’ils soient relatifs à l’Asie. En 2003, le catalogue compte 700 titres; en 2012, il atteint près de 1210 titres.
La maison publie 50 titres par an. La collection poche, créée en février 1994, propose plus de 350 ouvrages.[Quand ?]

### Domaine Adultes
Les collections pour adultes s’articulent autour d’une grande variété de domaines. Par exemple, les sciences humaines, les beaux livres, des bandes dessinées, des mangas. Ou encore des essais.
Au niveau de la littérature, des contes, ou des romans littéraires ou populaires, etc.. Ainsi que des ouvrages érotiques, illustrés et documentés dans une collection du nom « du pavillon des corps curieux ». 

### Domaine Jeunesse
En 2003, les éditions Picquier créent un catalogue jeunesse nommé « Picquier Jeunesse » : contes, poésie, albums illustrés, récits d’enfance et d’adolescence, romans ou des sagas en plusieurs tomes pour les plus grands.

## Auteurs et publications
Les éditions Picquier travaillent avec des auteurs d’origines diverses : vietnamiens, thaïlandais, chinois, japonais comme Edogawa Ranpo ou Matsumoto, indiens, coréens, indonésiens reflétant la diversité culturelle de l’Asie. Plusieurs de ces titres ont été tirés à plus de 40 000 exemplaires, selon un article du journal Le Monde en 2010.
Parmi les ouvrages les plus notoires, on trouve Mémoires d’une Geisha d’Inoue Yuki, Mémoires d’un eunuque dans la Cité interdite de Dan Shi, Les Bébés de la consigne automatique de Ryu Murakami et Transgresion d'Uzma Aslam Khan.

### Quelques auteurs publiés
Les éditions comptent en 2025 plus de 350 auteurs ou auteures à leur catalogue. Parmi eux, Michel Bugnon-Mordant, Kōbō Abe, Éric Faye, Guo Xiaolu, Yasushi Inoue, Mo Yan, Ryū Murakami, Hwang Bo-reum ou Kenzaburo Ôe.

### Quelques illustrateurs
Elles comptent en avril 2023 plus de 70 illustrateurs ou illustratrices à leur catalogue. Parmi eux figurent :
- Frédéric Clément - Thierry Dedieu - Betty Bone - Aurélia Fronty - Florent Chavouet

### Webographie
- Article sur les éditions Picquier.